# Negramaro
Negramaro es una banda de pop italiana creada en 2001 y exitosa desde 2005. Su nombre proviene de Negroamaro, un vino producido en su región natal, el Salento.
Su primer éxito fue su primer sencillo «Come sempre». Participaron del festival de San Remo en 2005 en la sección «nuevas figuras», oportunidad en que lanzaron el álbum «Mentre tutto scorre», que incluía sencillos famosos como «Estate», «Solo 3 minuti» y «Nuvole e lenzuola», este último en 9.º lugar en el ranking italiano. En septiembre del 2006 ganaron el mejor premio del Festival de Verona. Un año después, fueron ganadores de la final del Festival con la canción «Parlami d'amore». En el juego Guitar Hero World Tour Esta la canción «Nuvole e lenzuola» Disponible.

## Integrantes
- Giuliano Sangiorgi (Copertino, LE, 24 de enero de 1979) (voces, guitarra y piano);
- Emanuele Spedicato (Nardò, LE, 26 de octubre de 1980) (guitarra);
- Ermanno Carlà (Veglie, LE, 17 de febrero de 1977) (bajo);
- Danilo Tasco (Gagliano del Capo, LE, 26 de marzo de 1979) (percusión);
- Andrea Mariano (Copertino, LE, 26 de marzo de 1978) (piano y sintetizador);
- Andrea De Rocco (Nardò, LE, 30 de septiembre de 1973) (sampler).

## Discografía
- 2003 - Negramaro
- 2004 - 000577
- 2005 - Mentre Tutto Scorre, (ITA #3)
- 2007 - La Finestra (ITA #1, SWI #96))
- 2008 - San siro Live (CD & DVD)
- 2010 - Casa 69
- 2012 - Una storia semplice
- 2015 - La rivoluzione sta arrivando
- 2017 - Amore che torni